# October (Album)
October ist das zweite Studioalbum der irischen Rockband U2, das im Oktober 1981 erschien.

## Entstehung und Veröffentlichung
Die Erstveröffentlichung von October erfolgte am 12. Oktober 1981 bei Island Records. Das Album erschien in seiner Originalausführung als LP mit elf Titeln (Katalognummer: 10.204 185.48). 1990 erschien das Album erstmals als CD-Ausführung (Katalognummer: 842297-2). Am 18. Juli 2008 erschien eine Deluxeausführung, die um ein Zusatzalbum mit Bonustiteln, Liveaufnahmen und Remixen ergänzt wurden (Katalognummer: 1764193).
Geschrieben wurde alle Lieder gemeinsam von den U2-Mitgliedern Adam Clayton (Bono), David Evans (The Edge), Paul Hewson und Larry Mullen. Für die Produktion aller Lieder zeichnete alleine Steve Lillywhite verantwortlich. Die Aufnahmen waren von vielen Schwierigkeiten geprägt, unter anderem wurde Bono 1981 in Portland (USA) während eines Konzerts kurz vor Beginn der Aufnahmen eine Tasche gestohlen, in der sich ein Notizbuch mit allen unersetzlichen Texten für das Album befand. Während der Aufnahmen war die Band gezwungen, viele der Textpassagen zu improvisieren. Nachdem Bono in den folgenden 23 Jahren bei Konzerten in Portland immer wieder um Hinweise bat, übergab am 23. Oktober 2004 eine 44-jährige Frau die Tasche samt Inhalt an Bono. Sie hatte sie auf dem Dachboden eines Mietshauses gefunden.

## Inhalt
Der thematische Schwerpunkt des Albums liegt auf Religion und Glaube. Dies wird besonders deutlich in den Stücken Gloria (mit dem lateinischen Refrain “Gloria in te domine/ Gloria exultate”), With a Shout (Jerusalem) und Tomorrow. Aber auch das Motiv der Blindheit wird in I Threw a Brick Through a Window aufgegriffen:

“No one… no one is blinder.
Than he who will not see.
No one… no one is blinder.
Than me.”

Das Titellied October, von The Edge am Klavier gespielt, berührt mit genau 28 Wörtern um das Wechselspiel von Blüte und Vergänglichkeit ein weiteres spirituelles Motiv.

## Titelliste

### Original
1. Gloria – 4:14
2. I Fall Down – 3:39
3. I Threw a Brick Through a Window – 4:54
4. Rejoice – 3:37
5. Fire – 3:51
6. Tomorrow – 4:39
7. October – 2:21
8. With a Shout (Jerusalem) – 4:02
9. Stranger in a Strange Land – 3:56
10. Scarlet – 2:53
11. Is That All? – 2:59

### Deluxeversion
- Gloria (Live, Hammersmith Palais, London, 6. Dezember 1982)
- I Fall Down (Live, Hammersmith Palais, London, 6. Dezember 1982)
- I Threw a Brick Through a Window (Live, Hammersmith Palais, London, 6. Dezember 1982)
- Fire (Live, Hammersmith Palais, London, 6. Dezember 1982)
- October (Live, Hammersmith Palais, London, 6. Dezember 1982)
- With a Shout (Jerusalem) [Live, BBC Session, 3. September 1981]
- Scarlet (Live, BBC Session, 3. September 1981)
- I Threw a Brick Through a Window (Live, BBC Session, 3. September 1981)
- J. Swallo
- A Celebration
- Trash, Trampoline and the Party Girl
- I Will Follow (Live, The Paradise, Boston, 6. März 1981)
- The Ocean (Live, The Paradise, Boston, 6. März 1981)
- The Cry / The Electric Co. (Live, The Paradise, Boston, 6. März 1981)
- 11 O’Clock Tick Tock (Live, The Paradise, Boston, 6. März 1981)
- I Will Follow (Live, Hattem, 14. Mai 1982)
- Tomorrow (Common Ground Version)

## Singleauskopplungen
| Jahr | Titel                          | Höchstplatzierung, Gesamtwochen, AuszeichnungChartplatzierungen (Jahr, Titel, , Platzierungen, Wochen, Auszeichnungen, Anmerkungen) | Höchstplatzierung, Gesamtwochen, AuszeichnungChartplatzierungen (Jahr, Titel, , Platzierungen, Wochen, Auszeichnungen, Anmerkungen) | Anmerkungen                          |
| Jahr | Titel                          | UK | IE | Anmerkungen                          |
| ---- | ------------------------------ | --- | --- | ------------------------------------ |
| 1981 | Fire October                   | UK35 (6 Wo.)UK | IE4 (9 Wo.)IE | Erstveröffentlichung: Juli 1981      |
| 1981 | Gloria October                 | UK55 (4 Wo.)UK | IE10 (4 Wo.)IE | Erstveröffentlichung: September 1981 |
| 1982 | A Celebration October (Deluxe) | UK47 (4 Wo.)UK | IE15 (4 Wo.)IE | Erstveröffentlichung: März 1982      |

## Kommerzieller Erfolg

### Chartplatzierungen
October platzierte sich in Deutschland erstmals 2008, nach einer Wiederveröffentlichung, in den Albumcharts.
| ChartsChartplatzierungen       | Höchstplatzierung | Wochen |
| ------------------------------ | ----------------- | ------ |
| Deutschland (GfK)              | 96 (1 Wo.)        | 1      |
| Irland (IRMA)                  | 17 (5 Wo.)        | 5      |
| Vereinigte Staaten (Billboard) | 104 (38 Wo.)      | 38     |
| Vereinigtes Königreich (OCC)   | 11 (43 Wo.)       | 43     |

### Auszeichnungen für Musikverkäufe
October verkaufte sich laut Quellen weltweit mehr als 2,25 Millionen Mal, davon sind 1,4 Millionen Einheiten mit Schallplattenauszeichnungen belegt.
| Land/Region                  | Auszeichnungen für Musikverkäufe (Land/Region, Auszeichnung, Verkäufe) | Verkäufe  |
| ---------------------------- | ---------------------------------------------------------------------- | --------- |
| Australien (ARIA)            | Gold                                                                   | 35.000    |
| Frankreich (SNEP)            | Gold                                                                   | 100.000   |
| Neuseeland (RMNZ)            | Platin                                                                 | 20.000    |
| Vereinigte Staaten (RIAA)    | Platin                                                                 | 1.000.000 |
| Vereinigtes Königreich (BPI) | Platin                                                                 | 300.000   |
| Insgesamt                    | 2× Gold · 3× Platin ·                                                  | 1.455.000 |

Hauptartikel: U2 (Band)/Auszeichnungen für Musikverkäufe